# Johannes av Gud
Johannes av Gud (spanska San Juan de Dios, portugisiska São João de Deus, italienska San Giovanni di Dio), född som João Cidade 8 mars 1495 i Montemor-o-Novo, Portugal, död 8 mars 1550 i Granada, Spanien, var en portugisiskfödd munk och helgon, och har blivit en av Spaniens viktigaste religiösa personligheter. Hans minnesdag firas den 8 mars.

## Biografi
João Cidade föddes i Portugal i en fattig men religiös familj. Han bodde från sitt nionde år hos en fåraherde, tog som ung man värvning hos Karl V under vilket han stred mot turkarna, och deltog i ett försök att frita de kristna från morerna i Gibraltar. I Gibraltar använde han Gutenbergs nyligen uppfunna tryckpress för att framställa religiösa böcker och bilder, vilka han sålde nästan utan egen vinning till befolkningen.
Under denna livsperiod sägs Johannes ha fått en uppenbarelse av Jesubarnet som skall ha givit honom namnet Johannes av Gud och bett honom att bege sig till Granada. Till en början fick han inget gott mottagande av folket där, varför han fick rådet av en präst att sona sina forna synder. Av denna anledning företog han en pilgrimsfärd till Santa María de Guadalupe i Cáceres, Extremadura, där han fick en uppenbarelse av Jungfru Maria. 
Tillbaka i Granada ägnade han sig åt att sköta om sjuka och fattiga, och i detta syfte lät han hyra ett hus som han iordningställde. Han fick med tiden uppslutning från flera präster och läkare, och sjukhuset är grunden till Ordo Hospitalarius Sancti Joannis de Deo (O.H.), De barmhärtiga bröderna av Sankt Johannes av Gud.
Johannes av Gud uppgav att han hade fått flera religiösa uppenbarelser, och det förekom många berättelser om hans givmildhet. Bland de mirakler som han sägs ha utfört finns att han skall ha räddat samtliga patienter vid sitt sjukhus under en svår brand och själv ha gått genom elden utan att skadas.
Efter att ha ådragit sig sjukdom när han räddade en pojke från att drunka avled Johannes av Gud på sin födelsedag, den 8 mars 1550.

### Webbkällor
- Rudge, F.M.. ”St. John of God”. Catholic Encyclopedia. New Advent. http://www.newadvent.org/cathen/08472c.htm. Läst 9 mars 2018.
- ”San Giovanni di Dio, religioso”. Santi e Beati. http://www.santiebeati.it/dettaglio/26300. Läst 9 mars 2018.